# Roger Helmer

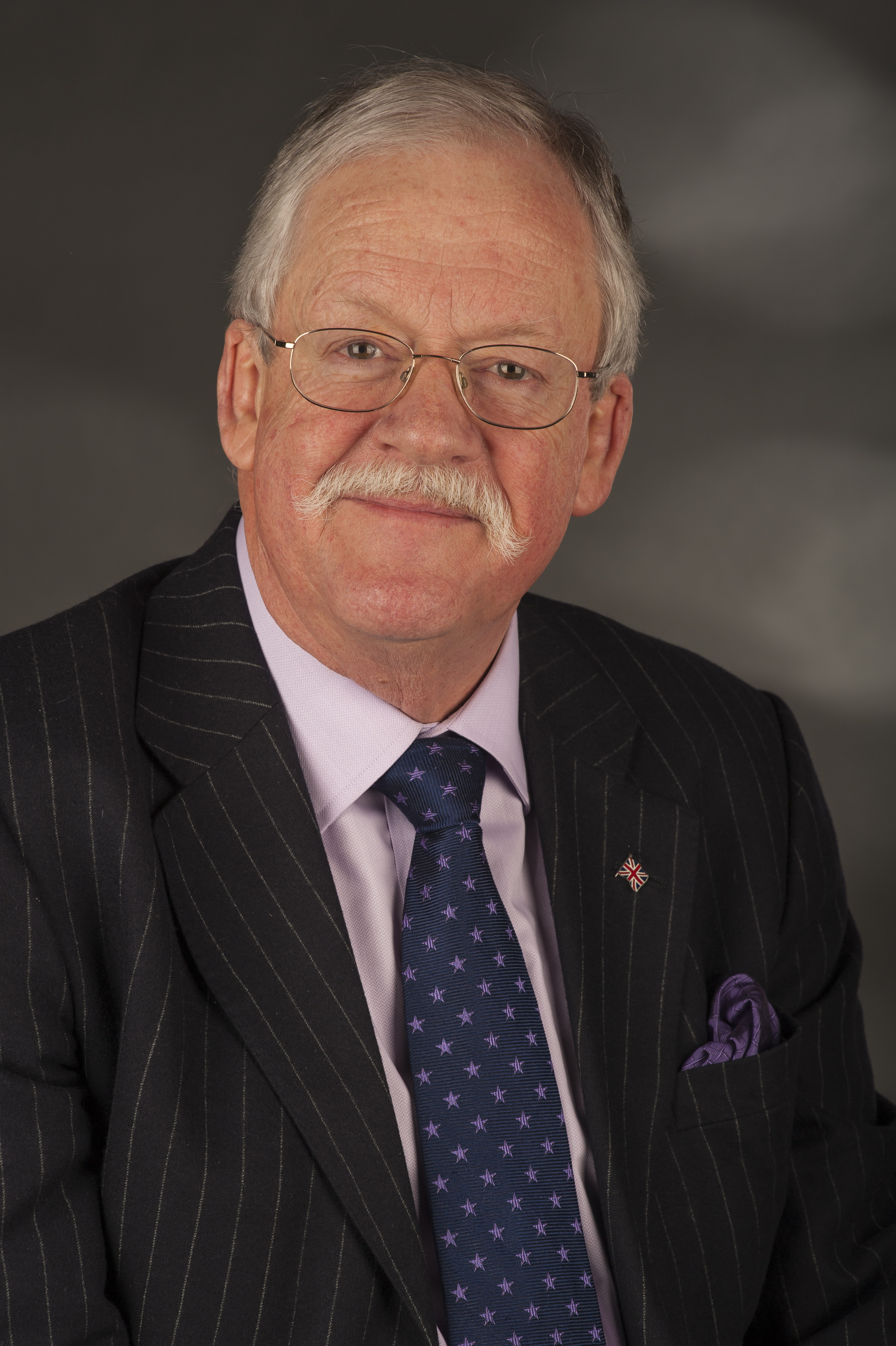
Roger Helmer

Roger Helmer (* 25. Januar 1944 in London) ist ein britischer Politiker der United Kingdom Independence Party (UKIP).

## Leben
Helmer studierte Mathematik am Churchill College der University of Cambridge. Er war bis März 2012 Mitglied der Conservative Party und wechselte Anfang März 2012 zur United Kingdom Independence Party (UKIP). Helmer war seit 1999 Abgeordneter im Europäischen Parlament für die Conservative Party und saß ab 2014 für die UKIP im Europäischen Parlament. Er schied 2017 aus dem Parlament aus. Als Euroskeptiker schrieb Helmer drei Bücher.

## EU-Parlamentarier
Helmer gehörte im EU-Parlament der Fraktion Europa der Freiheit und der Demokratie an.
Er war Mitglied im Ausschuss für Beschäftigung und soziale Angelegenheiten, im Petitionsausschuss und in der Delegation für die Beziehungen zur Koreanischen Halbinsel.
Als Stellvertreter ist Helmer im Ausschuss für Industrie, Forschung und Energie und in der Delegation für die Beziehungen zu den Ländern Südostasiens und der Vereinigung südostasiatischer Staaten.

## Werke
- 2000: „Straight Talking on Europe“
- 2002: „A Declaration of Independence“
- 2011: „Sceptic at Large“